# Mikroregion Želivka
Mikroregion Želivka je dobrovolný svazek obcí podle zákona v okresu Benešov, jeho sídlem jsou Bernartice a jeho cílem je celkový rozvoj mikroregionu a cestovního ruchu. Sdružuje celkem 18 obcí a byl založen v roce 1999.

## Obce sdružené v mikroregionu
- Bernartice
- Blažejovice
- Borovnice
- Čechtice
- Děkanovice
- Dolní Kralovice
- Dunice
- Chmelná
- Keblov
- Křivsoudov
- Kuňovice
- Loket
- Mnichovice
- Snět
- Strojetice
- Studený
- Šetějovice
- Tomice

V minulosti byla členem svazku obec Horka II.